# Prix européen de l'espace public urbain
Le prix européen de l'espace public urbain (espagnol : Premio Europeo del Espacio Público Urbano, catalan : Premi Europeu de l'Espai Públic Urbà, anglais : European Prize for Urban Public Space) est un prix bisannuel, fondé en 2000, pour récompenser les projets de création, de conservation et d'amélioration de l'espace public
,.

## Organisateurs
Le prix est organisé par le Centre de Cultura Contemporània de Barcelona avec six autres organisations européennes : The Architecture Foundation (en), la Cité de l'Architecture et du Patrimoine, l'Architekturzentrum Wien (en), l'Institut d'architecture des Pays-Bas, le Musée allemand de l'architecture et le Musée de l'architecture finlandaise.
Le nombre de nominations au prix est passé de 81 projets en 2000 à 347 projets en 2012, alors que le nombre de pays participants a évolué de 14 la première année à 36 en 2012.

## Liste des lauréats
| Année | Projet                                                | Lieu                       | Image |
| ----- | ----------------------------------------------------- | -------------------------- | ----- |
| 2000  | Nouveau centre urbain Can Mulà                        | Mollet del Vallès, Espagne |       |
| 2000  | Espace public de Smithfield                           | Dublin, Irlande            |       |
| 2002  | Nouveau parc et promenades au bord de la rivière      | Zuera, Espagne             |       |
| 2002  | Stadtteilpark Reudnitz                                | Leipzig, Allemagne         |       |
| 2004  | Escaliers                                             | Teruel, Espagne            |       |
| 2004  | Transformation d'une décharge en parc public          | Begues, Espagne            |       |
| 2006  | A8ernA, espace en dessous de l'autoroute A8           | Zaanstad, Pays-Bas         |       |
| 2006  | Orgue des mers                                        | Zadar, Croatie             |       |
| 2008  | Place municipale de Barking                           | Londres, Royaume-Uni       |       |
| 2010  | Bibliothèque en plein-air                             | Magdebourg, Allemagne      |       |
| 2010  | Opéra d'Oslo, toiture                                 | Oslo, Norvège              |       |
| 2012  | Ljubljanica, rénovation des berges                    | Ljubljana, Slovénie        |       |
| 2012  | Turó de la Rovira, aménagement paysager               | Barcelone, Espagne         |       |
| 2014  | Vieux-Port de Marseille, rénovation                   | Marseille, France          |       |
| 2014  | Le parc de la vallée tressée                          | Elche, Espagne             |       |
| 2016  | Restauration du système d'irrigation                  | Caldes de Montbui, Espagne |       |
| 2016  | Centre de dialogue “Przełomy” de la place Solidarność | Szczecin, Pologne          |       |
| 2018  | Place Skanderbeg, rénovation                          | Tirana, Albanie            |       |